# Achalcichská pevnost
Achalcichská pevnost Rabat (gruzínsky ახალციხის ციხე) je pevnost vybudovaná v 16. až 18. století na jihu Gruzie ve městě Achalciche, v kraji Samcche-Džavachetie na území historické provincie Meschetie. Původní hrad na tomto místě vznikl v 9. století pod názvem Lomisa, kompletně byla přestavěna šlechtici meschetského osmanského rodu Džakeli, který přijal islám na přelomu 16. a 17. století. Většina dochovaných budov pochází ze 17. a 18. století.

## Historie

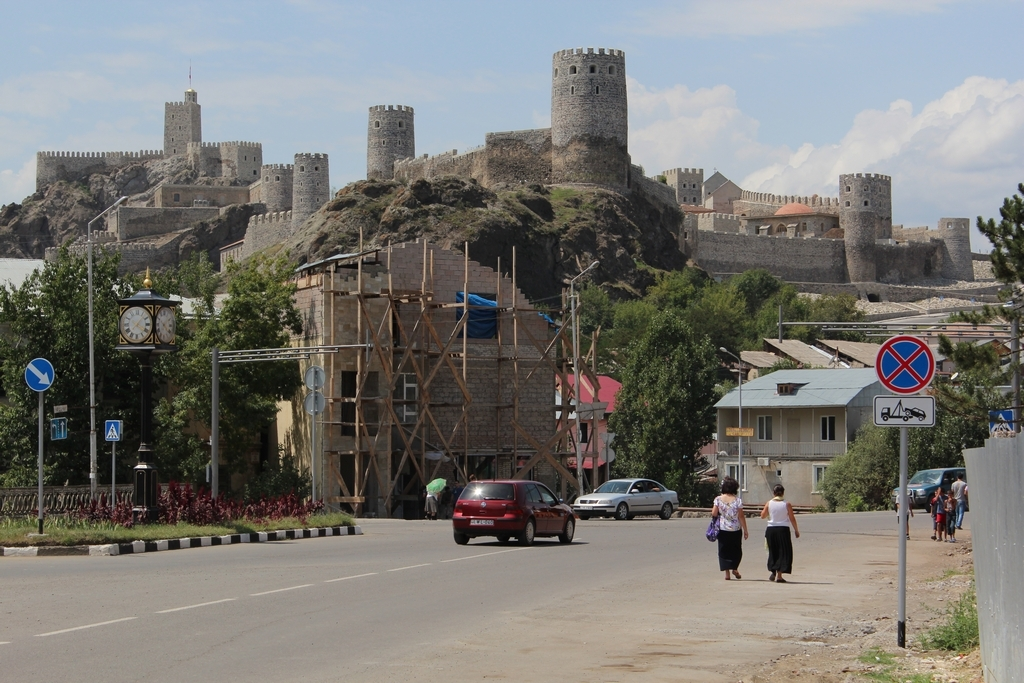
Pevnost Rabat, pohled z města Achalciche

Podle gruzínských kronik Kartlis Tsjovreba město založil v 9. století Guaram Mampali, syn krále Taa. První písemné zmínky o městě v kronikách pocházejí z 12. století. Tehdy městu vládl místní šlechtický rod Achalcicheli. Od 13. bylo město i region Samcche ve správě rodu Džakeli.
V roce 1393 na město zaútočila vojska vojevůdce Tamerlána. Navzdory turko-mongolským invazím pevnost odolávala a i nadále prosperovala. Po uzavření mírové smlouvy v Konstantinopoli v roce 1590 připadlo celé území Samcche pod správu Osmanské říše. Turci se převážně věnovali výstavbě obranných staveb. V roce 1752 zde byla postavena i první mešita. Od roku 1576 bylo Achalciche okupováno osmanskými Turky a v roce 1628 bylo k Osmanské říši anektováno a stalo se správním střediskem provincie Ahıska.
Metropolita John koncem 18. století uvedl, že „navzdory skutečnosti, že velká část obyvatelstva byla islamizována, stále zde existuje fungující pravoslavná církev“. Po uzavření Georgijevské smlouvy, kterou se kartlijsko-kachetské království stalo protektorátem ruského impéria, vyvstala otázka osudu Achalciche. První pokus převzít pevnost v roce 1810 selhal. V roce 1828 bylo město během rusko-tureckých válek dobyto ruskou armádou pod velením generála Ivana Paskeviče a na základě mírové dohody z Drinopole z roku 1829 připadlo Achalciche Rusku, kde se město stalo součástí nejprve kutaiské, později tbiliské gubernie.
Pevnost a přilehlé budovy byly v letech 2011–2012 rozsáhle přestavěny a renovovány s cílem přilákat do této oblasti více turistů.